# Твердовский, Иван Иванович
Ива́н Ива́нович Твердовский (род. 29 декабря 1988, Москва, СССР) — российский кинорежиссёр и сценарист. Лауреат Международного кинофестиваля в Карловых Варах. Участник Венецианского международного кинофестиваля. Член Европейской киноакадемии.

## Биография

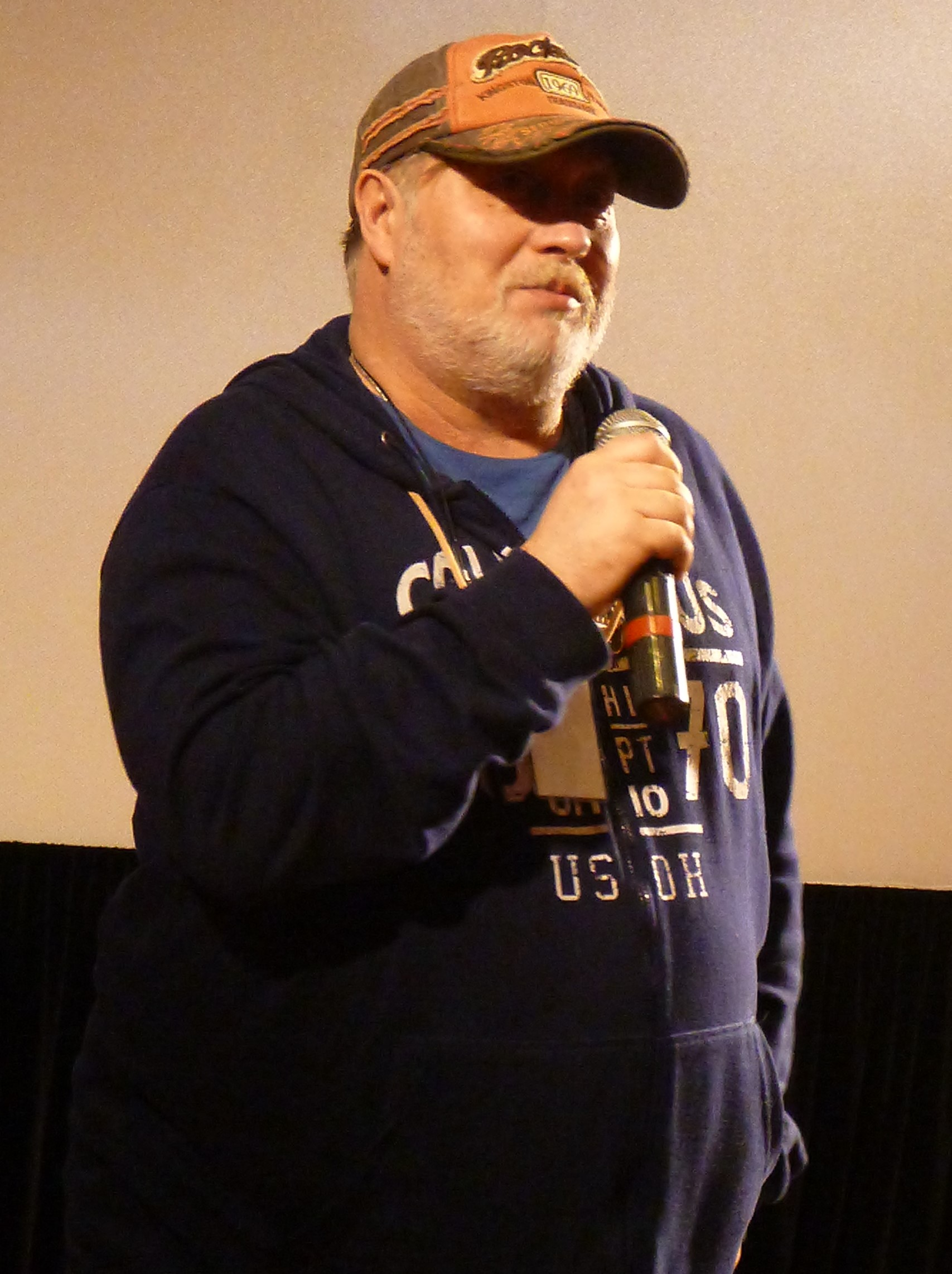
Отец Ивана Твердовского Иван Твердовский

Сын режиссёра-документалиста Ивана Твердовского.
В 2011 году закончил ВГИК (экспериментальную мастерскую режиссуры под руководством Алексея Учителя).
Занимался живописью в Школе акварели Сергея Андрияки.
С 2012 года по 2015 год — куратор короткометражной программы в рамках ММКФ.
Свой первый приз «Кинотавра» Иван получил, ещё будучи студентом режиссёрской мастерской Алексея Учителя во ВГИКе. В 2010-м жюри конкурса короткого метра отметило его работу «Словно жду автобуса» дипломом «за смелую авторскую работу и ярко рассказанную историю». Снятый в документальной стилистике фильм был посвящен девушке из провинции, пережившей «по собственной воле» групповое изнасилование.
Его документальные фильмы стали участниками и лауреатами российских и международных кинофестивалей, среди которых национальная премия в области неигрового кино «Лавровая ветвь», фестивали «Послание к человеку», «Россия» и др.
В полнометражном кино дебютировал фильмом «Класс коррекции».
В 2014 году на кинофестивале «Кинотавр» в Сочи фильм был отмечен двумя наградами — призом жюри прокатчиков и призом за лучший дебют. Фильм получил Главный приз на Международном кинофестивале в Карловых Варах в конкурсе восточноевропейского кино «К Востоку от Запада».
Фильм «Класс коррекции» получил множество призов на различных международных и российских фестивалях.
Фильм «Класс Коррекции» был удостоен специальной премии академиков «Золотой Орёл» за 2014 год, с формулировкой «За искренность!» А в марте 2015 года победил в номинации «Открытие года» Национальной кинопремии «НИКА».
В 2015 году Твердовский входил в жюри конкурса «К Востоку от Запада» 50-го юбилейного Международного кинофестиваля в Карловых Варах, а также был членом жюри конкурса короткого метра фестиваля «Кинотавр».
В 2016 году на 27-м кинофестивале «Кинотавр» был награждён призом Гильдии киноведов и кинокритиков «Слон» за фильм «Зоология». Так же фильм отмечен призом «за лучшую женскую роль» Наталье Павленковой.
Фильм «Зоология» вошел в программу 41-го Международного кинофестиваля в Торонто. Премьера фильма прошла до этого в основном конкурсе Международного кинофестиваля в Карловых Варах, где картина была удостоена специального приза жюри.
В 2018 году Твердовский выпустил картину «Подбросы». Картина удостоена призов кинофестиваля «Кинотавр»: «за лучшую операторскую работу» Денису Аларкону Рамиресу и «за лучшую женскую роль» Анне Слю.
В 2020 году новый фильм Ивана И. Твердовского «Конференция» стал участником Венецианского кинофестиваля. Фильм был представлен в независимой программе Giornate degli Autori. Новая картина Твердовского посвящена трагедии, случившейся во время мюзикла «Норд-Ост» в 2002 году. Главные роли в фильме сыграли Наталья Павленкова, Ксения Зуева, Ян Цапник, Анна Слю, Александр Семчев. Также в фильме сыграли Филипп Авдеев и Роман Шмаков, в детстве ставшие заложниками во время этого теракта.
С 2020 года работает куратором авторской мастерской на программе бакалавриата Школы дизайна НИУ ВШЭ.
В 2021 году стал членом Европейской киноакадемии. Членами академии традиционно становятся профессионалы киноиндустрии, получившие признание на территории Европы и заявившие о своей готовности активно поддерживать цели институции и принимать участие в её деятельности.

## Фильмография
- «Долгие проводы»
- «Мама Рома»
- «Берлин, Александерплац»
- «Проверка на дорогах»
- «Среда 19.07.61»
- «Возвращение»
- «Крамер против Крамера»
- «Всё о моей матери»
- «Безмолвный свет»
- «Во все тяжкие»
- «Криминальное чтиво»
- «Обводный канал»

### Режиссёр
- 2007 — Святая канавка
- 2008 — В активном поиске
- 2009 — Словно жду автобуса
- 2010 — Болевые точки
- 2011 — Снег
- 2012 — Пианизм
- 2013 — Собачий кайф
- 2014 — Класс коррекции
- 2016 — Зоология
- 2018 — Подбросы
- 2019 — Мирная жизнь
- 2020 — Конференция
- 2022 — Люся[15]
- 2022 — Кликушество
- 2022 — Наводнение

### Сценарист
- 2009 — Словно жду автобуса
- 2010 — Болевые точки
- 2013 — Собачий кайф
- 2014 — Класс коррекции
- 2016 — Зоология
- 2018 — Подбросы
- 2019 — Мирная жизнь
- 2020 — Конференция
- 2022 — Наводнение

## Цитаты
Для меня важно, чтобы было чудо. Что в наш мир является ангел в чьем-то обличье, испытывает какие-то очень простые чувства и желания, и это делает его сильнее. У каждого из нас есть какие-то неприятные истории, которые были и о которых мы теперь вспоминаем… Это неприятно — но если бы этих историй не было, то мы были бы другими…— интервью Андрею Архангельскому, журнал "Огонек"

Исхожу ахуем! Мне скучно!— в своём Instagram-аккаунте 

Мы должны поднимать важные вопросы в обществе, пытаться найти какой-то ответ. Кто-то считает это конъюнктурой — сначала он снимает про детей, которые себя душат, потом про инвалидов, сейчас про ДТП — но мне кажется, это правильно. Если хотя бы в одном человеке что-то изменится после просмотра фильма, это уже очень круто. Тем более, что мы не плакаты-агитки делаем, а говорим о довольно тонких вещах, которые всех объединяют.— интервью журналу "Профиль"